# Władysław Surmacki
Władysław Tadeusz Surmacki, ps. „Sławek”, „Stefan” (ur. 20 października 1888 w Proszowicach, zm. 28 maja 1942 w Magdalence) – inżynier, geodeta, wykładowca na Wydziale Inżynierii Politechniki Warszawskiej, Prezes Stowarzyszenia Mierniczych Przysięgłych RP, wiceprezes Międzynarodowej Federacji Mierniczych, podpułkownik artylerii Wojska Polskiego, Szef Sztabu Głównego Tajnej Armii Polskiej, współzałożyciel konspiracyjnej organizacji Związek Organizacji Wojskowej w Auschwitz-Birkenau, pierwszy komendant wojskowej organizacji w Auschwitz i wykonawca tajnych map tego obozu.

## Lata szkolne i udział w wojnach
Władysław Surmacki uczęszczał do szkół w Warszawie. Studiował topografię i geodezję, a po ukończeniu studiów uzyskał tytuł inżyniera w Moskwie w 1914 roku. W młodości związany był z pracami konspiracyjnymi Ligi Niepodległościowej i I Korpusem Polskim w Rosji gen. Józefa Dowbora Muśnickiego.
W walkach, w czasie I wojny światowej, dowodził jako major oddziałem rosyjskim artylerii konnej w Warszawie. Brał udział w wojnie w 1920 r.
9 listopada 1920 został mianowany dowódcą 1 dywizjonu artylerii konnej. Z dniem 1 lipca 1926 został przeniesiony służbowo na trzymiesięczny kurs dowódców pułków artylerii w Szkole Strzelań Artylerii w Toruniu. W tym samym miesiącu został przeniesiony do kadry oficerów artylerii z równoczesnym pozostawieniem na kursie. W październiku 1926 został przeniesiony do Wojskowego Instytutu Geograficznego w Warszawie na stanowisko zastępcy szefa instytutu. Z dniem 31 maja 1929 został przeniesiony w stan spoczynku.
Założył rodzinę w 1925. Po odejściu z wojska założył przedsiębiorstwo geodezyjne, które prowadził do 1939.
Został osadnikiem wojskowym w powiecie lidzkim.

## Udział w II wojnie światowej
Podczas wojny z Niemcami we wrześniu 1939 Władysław Surmacki zgłosił się na ochotnika do udziału w walkach, lecz został odrzucony jako zbyt stary.
Na początku września, kiedy Niemcy ogarnęli zachodnią Polskę, uciekł, chcąc walczyć w obronie wschodnich terenów swojej ojczyzny. W połowie września, dzień przed najazdem sowietów na Polskę, miał szansę na opuszczenie kraju i przedostanie się do Wielkiej Brytanii, ale zdecydował się pozostać i walczyć w polskim ruchu oporu.
W maju 1940 Władysław Surmacki został po Witoldzie Pileckim szefem Sztabu Głównego Tajnej Armii Polskiej (TAP), jednej z grup polskiego podziemia. Był też szefem Zawiązku Oddziału III (wyszkoleniowo-operacyjnego) TAP.
W lecie 1940 został aresztowany wraz Władysławem Deringiem i wysłany do niemieckiego obozu koncentracyjnego Auschwitz-Birkenau Jako (więzień nr 2759) został zatrudniony w charakterze inżyniera geodezji w obozie biura konstrukcyjnego. Jego prace pozwalały mu na wyjście na zewnątrz obozu i na przemycanie listów, a w październiku ułatwiło zorganizowanie wojskowego podziemia w Auschwitz-Birkenau.
W sierpniu 1940, po aresztowaniu ppłka Władysława Surmackiego odbyła się odprawa kierownictwa TAP, na której zaproponowano, by przedostać się do obozu KL Auschwitz i zorganizować ucieczkę aresztowanych. Do misji tej zgłosił się na ochotnika Witold Pilecki, który 19 września 1940 pozwolił się aresztować w czasie łapanki, w przeszukiwanym mieszkaniu.
W obozie Władysławem Surmacki z członkami TAP z Witoldem Pileckim, Władysławem Deringiem, Janem Danglem, Stanisławem Maringe i innymi, założył konspiracyjną organizację Związek Organizacji Wojskowej. Utrzymywał kontakt z Warszawą. Został pierwszym dowódcą tej Wielkiej Piątki w ZOW, która stanowiła najważniejsze ogniwo i składała się z osób o absolutnym zaufaniu. W marcu 1942 Władysław Surmacki został zwolniony za wstawiennictwem kolegi – niemieckiego inżyniera. Z obozu zabrał meldunki i mapy. Ale natychmiast został ponownie aresztowany i osadzony w więzieniu na Pawiaku w Warszawie.
Władysław Surmacki został zabrany do lasu w Magdalence i rozstrzelany, wraz z 223 Polakami 28 maja 1942. Pochowany został z innymi, w masowych grobach, a później przeniesiono jego zwłoki na miejscowy cmentarz. Obecnie pochowany na cmentarzu Powązki Wojskowe w Warszawie (kwatera A17-7-24).

## Ordery i odznaczenia
- Krzyż Walecznych (trzykrotnie[10]: po raz pierwszy w 1921[11])
- Złoty Krzyż Zasługi (10 lutego 1939)[12]
- Komandor Orderu Korony Rumunii (Rumunia)[10]
- Medal Zwycięstwa („Médaille Interalliée”)[6]